# 三島市

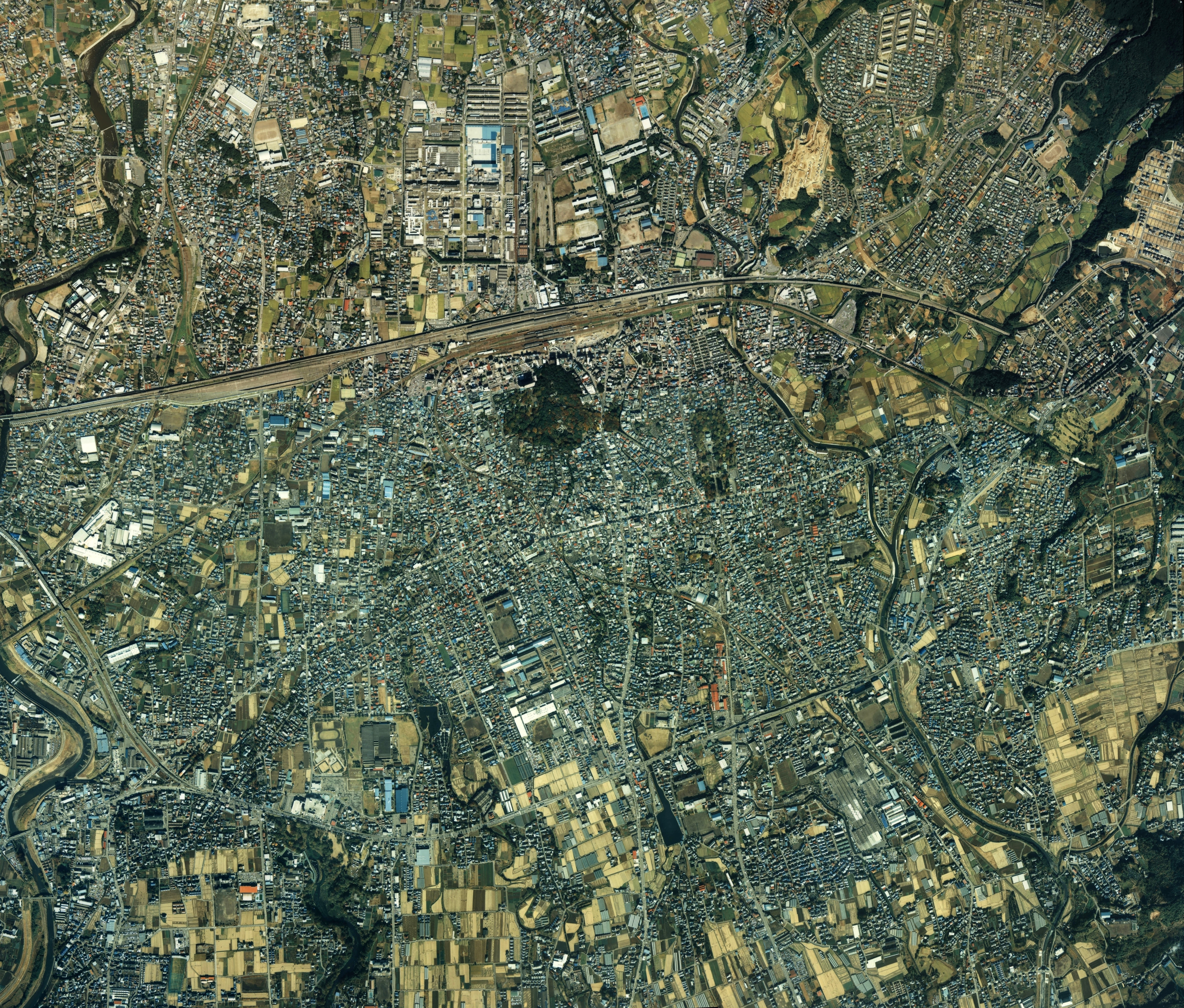
三島市中心部周邊的空拍圖。
由1988年拍攝的8張照片合成。。

三島市（日语：／ Mishima shi */?）為日本靜岡縣東部伊豆半島北端的都市。市内有著名的三嶋大社。

## 概要
- 在古時是三嶋大社的門前町，以三嶋大社與樂壽園（日语：楽寿園）為中心發展。由於市內各地有多處湧水，因此被國土交通省選定為水鄉百選（日语：水の郷百選）。
- 律令時代為伊豆國國府所在地，也稱伊豆府中。江戶時代為東海道三島宿（日语：三島宿）宿場町，是穿越箱根峠的休息地。
- 明治時代，由於未積極建設鐵路導致發展受阻，直到1934年三島站開業後才重新發展。1969年東海道新幹線三島站開業後，往東京、神奈川的通勤、通學人口逐漸增加。

## 地理
氣候
本市屬太平洋側氣候。一般的太平洋側氣候，夏季溫暖多雨，冬季少雨乾燥。由於此地位於駿河灣東北方稍靠內陸地帶，與近鄰面海的地區相比溫差較大。但三島年平均氣溫為15.6℃，最低平均氣溫極少低於零下，整體上屬於溫暖宜人的氣候。
地形、地質
約2900年前，富士山東斜面崩塌，堆積於御殿場附近的岩屑等堆積物在洪水與土石流的沖刷下，在此地形成往南傾斜的三島扇狀台地。另一方面，本市南部的田方平原為沖積層，有土壤液化的風險。

## 市名由來
三島的由來
1. 三嶋大明神（三嶋大社）遷座此地而得名。
2. 三嶋大明神（三嶋大社）為3州（安志我良、珠流河、賀茂）之神，後州改為嶋，因此此地稱為三島。
3. 以菰池與小濱池等作為水源的清流將土地分成3座島而得名。

## 人口
| 三島市人口分布圖 |                                               |  |
| 三島市與日本全國年齡別人口分布比較圖 （2005年資料） | 三島市的年齡、男女別人口分布圖 （2005年資料） |  |
| ■紫色是三島市 ■綠色是全国 | ■藍色是男性 ■紅色是女性                       |  |
| 三島市人口變化 \| 1970年 \| 78,141人 \| \| \| 1975年 \| 89,248人 \| \| \| 1980年 \| 94,612人 \| \| \| 1985年 \| 99,600人 \| \| \| 1990年 \| 105,418人 \| \| \| 1995年 \| 107,890人 \| \| \| 2000年 \| 110,519人 \| \| \| 2005年 \| 112,241人 \| \| \| 2010年 \| 111,838人 \| \| \| 2015年 \| 110,046人 \| \| \| 2020年 \| 107,783人 \| \| |                                               |  |
| 資料來源：日本總務省統計中心提供之人口普查數據 |                                               |  |
| 1970年 | 78,141人                                      |  |
| 1975年 | 89,248人                                      |  |
| 1980年 | 94,612人                                      |  |
| 1985年 | 99,600人                                      |  |
| 1990年 | 105,418人                                     |  |
| 1995年 | 107,890人                                     |  |
| 2000年 | 110,519人                                     |  |
| 2005年 | 112,241人                                     |  |
| 2010年 | 111,838人                                     |  |
| 2015年 | 110,046人                                     |  |
| 2020年 | 107,783人                                     |  |

## 行政

### 歴代市長
1. 花島周一（1941年7月27日 - 1945年7月26日）
2. 渡邊知雄（1945年7月27日 - 1946年11月29日）
3. 原國太郎（1947年4月6日 - 1948年12月10日）
4. 朝日原作（1949年2月7日 - 1953年2月6日）
5. 松田吉治（1953年2月7日 - 1961年2月6日）
6. 長谷川泰三（1961年2月7日 - 1977年2月6日）
7. 奧田吉郎（1977年2月7日 - 1993年2月6日）
8. 石井茂（1993年2月7日 - 1998年11月17日）
9. 小池政臣（日语：小池政臣）（1998年12月20日 - 2010年12月19日）
10. 豐岡武士（2010年12月20日 - 現職）

### 市廳舍
市役所所在地為三島市北田町4番47號。
- 北田町本館 - 三島市北田町4番47號
- 中央町別館（水道部、市教育委員會） - 三島市中央町5番5號
- 大社町別館（總合防災中心、地域安全課等） - 三島市大社町1番10號
- 中鄉（なかざと）文化廣場（中鄉市民服務窗口） - 三島市梅名353番地之1
- 北上（きたうえ）文化廣場（北上市民服務窗口） - 三島市萩312番地

### 靜岡縣與國家機關
- 大學共同利用機關法人情報、系統研究機構（日语：情報・システム研究機構）國立遺傳學研究所
- 日本年金機構三島年金事務所
- 靜岡縣總合健康中心
- 靜岡縣柿田川（日语：柿田川）水道事務所
- 靜岡縣教育委員會三島分館

## 姐妹都市、友好都市
姉妹都市
 美国加利福尼亞州帕薩迪納 - 1957年（昭和32年）7月24日
 新西兰塔拉那基新普利茅斯 - 1991年（平成3年）4月29日
友好都市
 中华人民共和国浙江省麗水市 - 1997年（平成9年）5月12日

## 歷史
古代、中世
- 5世紀末左右：建造向山古墳。

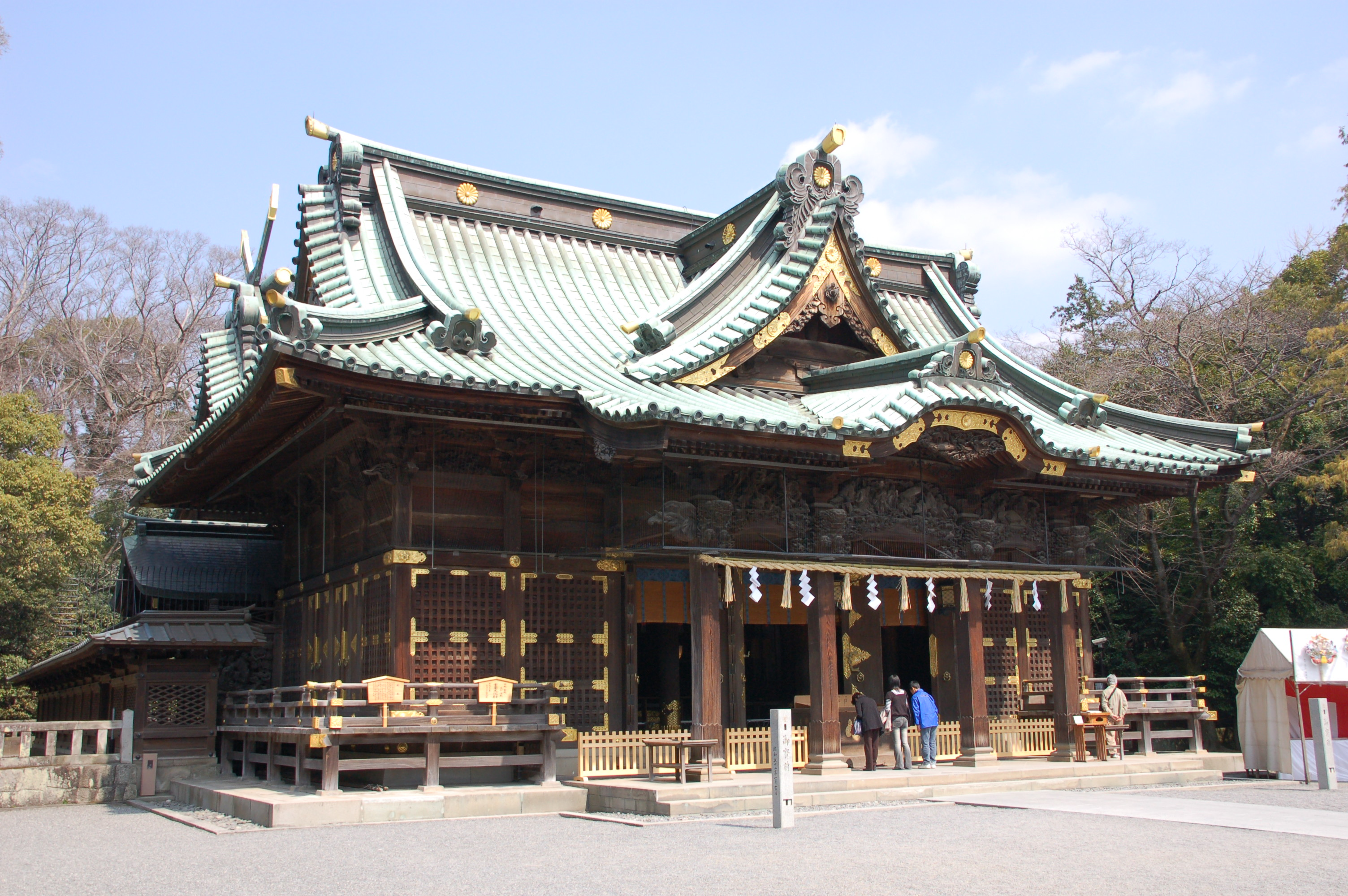
三嶋大社。本市便是發展自該神社的門前町

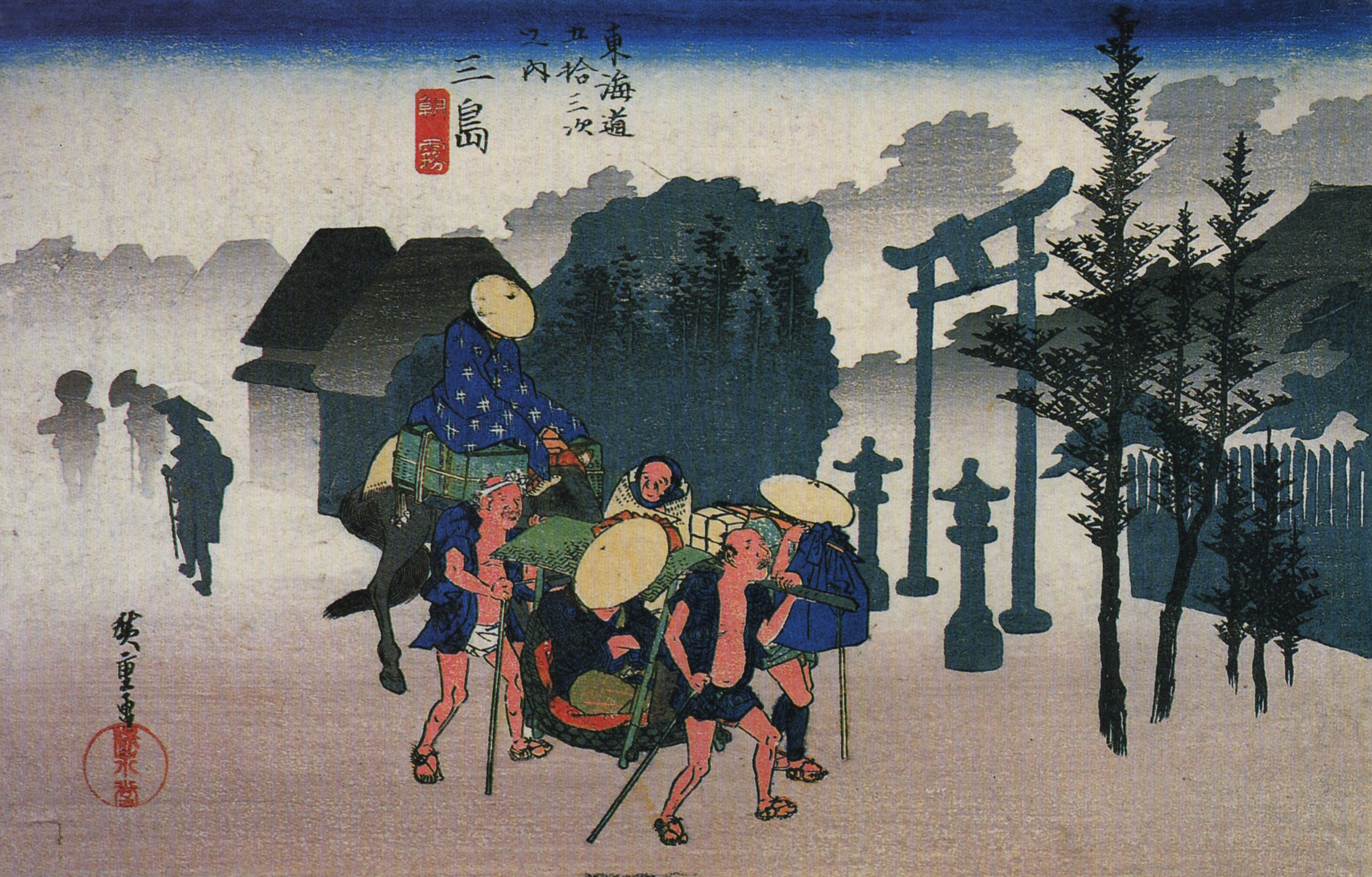
歌川廣重「東海道五十三次・三島」

- 680年：伊豆國與駿河國分離，三島成為國府所在地。
- 750年左右：建立伊豆國分寺。
- 1180年：源賴朝遭流放至韮山的蛭小島。賴朝時常前往三嶋大社參拜。

天正至江戶時代
- 1590年：豐臣秀吉攻陷山中城。
- 1590年：設置三島代官所。
- 江戶時代，此地是江戶幕府的直轄地，為東海道三島宿的宿場町。
- 1759年：廢止三島代官所，由韮山代官所管理。三島設置陣屋。

明治時代至第二次世界大戰
- 1868年：屬韮山縣。
- 1871年：韮山縣分割，屬小田原縣。小田原縣改為足柄縣。
- 1876年4月18日：足柄縣分割，屬靜岡縣。
- 1886年：君澤、田方郡衙從韮山移至三島。
- 1889年4月1日：町制施行，為君澤郡三島町。
- 1892年：小松宮建造別邸樂壽園。
- 1896年：君澤郡編入田方郡。
- 1898年：豆相鐵道（現在的伊豆箱根鐵道）開業。當時的三島站為現在的下土狩站。
- 1906年：駿豆電氣鐵道（三島廣小路、沼津間的路面電車。1963年廢止）開業。
- 1918年4月：中鄉村精煉工廠反對運動興起（北澤亞鉛礦渣問題）
- 1919年：野戰重砲兵第二連隊入駐，翌年野戰重砲兵第三連隊入駐。
- 1923年：關東大地震。
- 1929年：開設三島測候所。
- 1934年：北伊豆地震，影響廣小路以東地區。
- 1934年：丹那隧道開通，東海道本線三島站開業。
- 1935年：北上村編入三島町。
- 1941年：市制施行。三島町與錦田村合併成立三島市る。
- 1942年：三島首次遭到空襲。

第二次大戰後至平成時代
- 1949年：國立遺傳學研究所開設。
- 1952年：市立公園樂壽園開園。
- 1954年：合併中鄉村。
- 1958年：狩野川颱風造成災害。
- 1962年：廢止三島廣小路〜沼津間的路面電車。
- 1962年：新丹那隧道開通。
- 1962年：環境衛生都市宣言
- 1966年：佐野美術館開館。
- 1969年：東海道新幹線三島站開業。
- 1970年：三島市民憲章制定。
- 1974年：七夕豪雨造成災害。
- 1981年：市制40周年。
- 1983年：國家指定「水綠都市示範區」（水緑都市モデル地区）。
- 1986年：市制45周年、人口突破10萬人。
- 1987年：三嶋大社大幅整修。

平成以後
- 1990年：秋雨鋒面集中豪雨造成大場川氾濫。
- 1994年：三島站開業60周年，新幹線三島站開業25周年。
- 1995年：國家指定「水鄉」。
- 1996年：市制55周年。
- 1997年：FM三島、函南開台。
- 1998年：地球溫暖化防止都市宣言。
- 1998年：靜岡縣東部、伊豆水災，大場川氾濫。
- 2000年：三島市取得環境管理系統認證ISO 140001。
- 2001年：市制60周年，選定「普通翠鳥」作為市鳥。
- 2009年：東駿河灣環狀道路沼津岡宮IC - 三島塚原IC開通。
- 2014年：東駿河灣環狀道路三島塚原IC - 函南塚本IC開通。

## 經濟
本市近首都圈，由於此地有化學纖維、製紙工業不可或缺的優質水源，田方平原對於農機具、農藥的需求，加上汽車生產據點裾野、御殿場，因此市內有許多相關企業聚集。此外，近年也計畫以長泉的縣立靜岡癌中心研究所為中心發展健康相關產業。
主要企業、工廠
- 東麗三島工場 - 1958年營運。生產聚酯纖維合成產品。
- 東麗總合研修中心 - 相關企業與海外研修生的人材培育。
- TOSHIBA TEC三島事業所 - 1963年營運。製造多機能複合機。
- 歐姆龍三島事業所 - 製造使用順序控制的PLC。
- 電業社機械製作所 - 1940年營運。製造各式泵浦、送排風機等。
- 橫濱橡膠三島工場 - 1946年操業。製造各式汽車輪胎。
- 萬城食品本社 - 山葵粉製造。
- 伊豆箱根鐵道本社 - 1893年設立。田方地域公共交通主力。
- CFS Corporation - 本部在橫濱市，本店在三島市。
- 森永製菓三島工場 - 1918年營運。製造可可亞、威德in果凍

## 農林業
位處箱根山麓，平原較少，旱田較稻作興盛，是靜岡縣根菜類的主要產地。其中，旱田集中的箱根山西麓因屬火山灰土壤，排水良好、土質柔軟、表土不易凝固，是非常適合栽種根菜類的土地。此外，南向的傾斜旱田雖然在農作上較為困難，但與平地相比，能獲得較多的陽光。
箱根山西麓的主要根菜類
- 三島馬鈴薯
- 三島蘿蔔（三島澤庵）
- 三島人參
- 三島甘藷

蘿蔔乾是本市冬天傳統，近年來蘿蔔乾需求的下降尚未造成明顯影響。此外，為因應連作失敗與根菜類需求降低，也開始增加葉菜類的栽種。
相對於全國，三島的小規模農家較多。這是因為箱根山西麓旱田傾斜，難以升級為大量機械化的大規模農業。

## 學校

### 大學、短期大學
- 總合研究大學院大學生命科學研究科遺傳學專攻（附設國立遺傳學研究所）
- 日本大學國際関係學部（附設短期大學部）
- 順天堂大學保健看護學部

### 高校
| - 靜岡縣立三島北高等學校 - 靜岡縣立三島南高等學校 - 靜岡縣立三島長陵高等學校 | - 日本大學三島高等學校 - 飛龍高等學校三島學校 |

### 中學校
| - 三島市立北中學校 - 三島市立南中學校 - 三島市立錦田中學校 - 三島市立中鄉中學校 | - 三島市立北上中學校 - 三島市立中鄉西中學校 - 三島市立山田中學校 - 日本大學三島中學校 |

### 小學校
| - 三島市立北小學校 - 三島市立南小學校 - 三島市立東小學校 - 三島市立西小學校 - 三島市立德倉小學校 - 三島市立北上小學校 - 三島市立佐野小學校 | - 三島市立澤地小學校 - 三島市立錦田小學校 - 三島市立坂小學校 - 三島市立向山小學校 - 三島市立山田小學校 - 三島市立中鄉小學校 - 三島市立長伏小學校 |

## 交通

### 鐵路
中心車站：三島站
東海道本線、東海道新幹線（東海旅客鐵道）

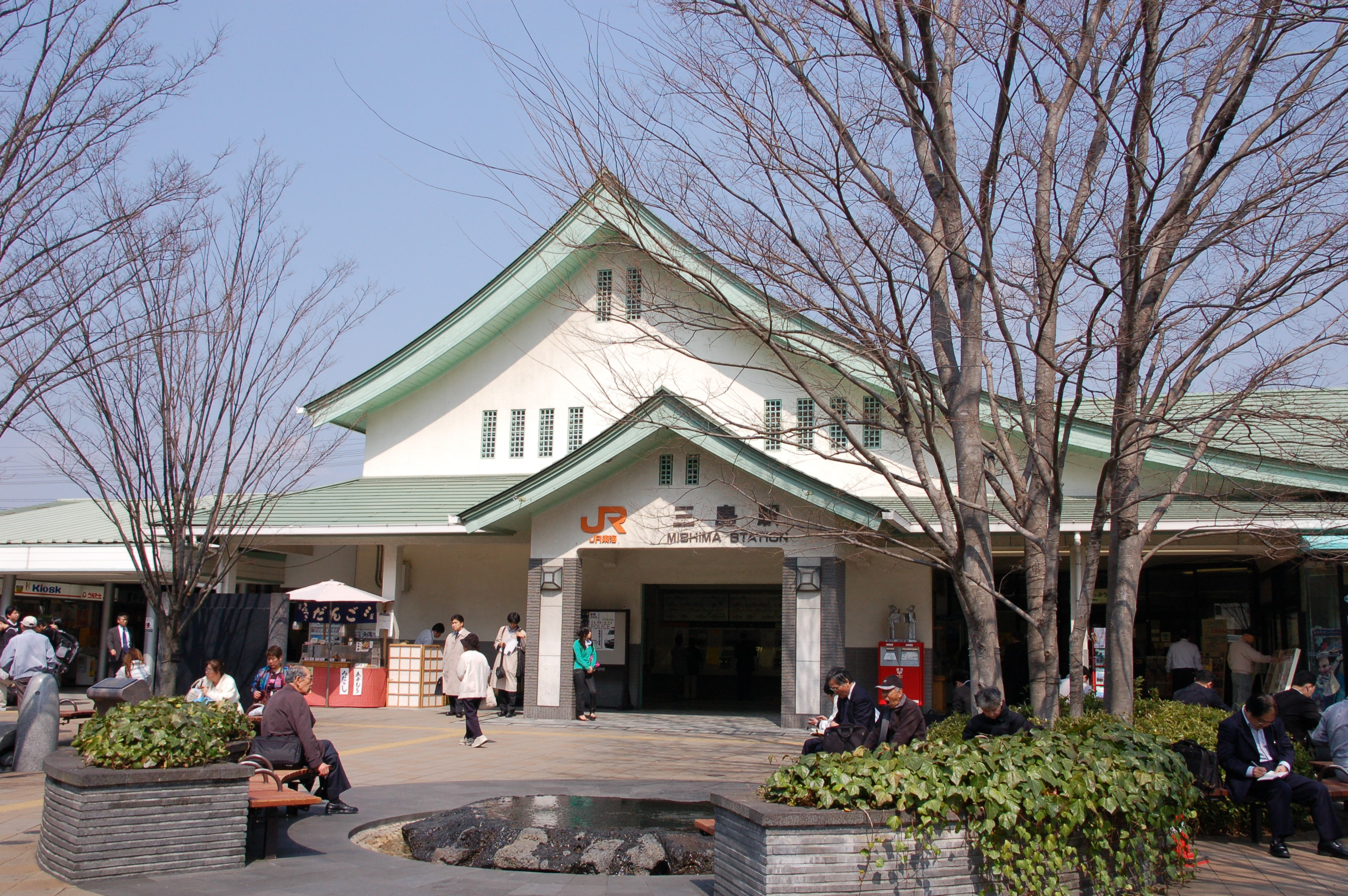
三島站
伊豆箱根鐵道駿豆線
三島站、三島廣小路站、三島田町站、三島二日町站、大場站

### 道路
高速道路
東名高速道路
最近的交流道是沼津市的沼津IC。
新東名高速道路
最近的交流道是駿東郡長泉町的長泉沼津IC。
伊豆縱貫自動車道（東駿河灣環狀道路）
三島萩IC、三島加茂IC、三島塚原IC、三島玉澤IC、大場、函南IC
國道
- 國道1號
- 國道136號（日语：国道136号）
- 国道136号（伊豆中央道）

縣道
- 靜岡縣道21號三島裾野線（日语：静岡県道21号三島裾野線）
- 靜岡縣道22號三島富士線（日语：静岡県道22号三島富士線）
- 靜岡縣道51號三島停車場線（日语：静岡県道51号三島停車場線）
- 靜岡縣道138號御園伊豆仁田停車場線（日语：静岡県道138号御園伊豆仁田停車場線）
- 靜岡縣道140號三島靜浦港線（日语：静岡県道140号三島静浦港線）
- 靜岡縣道141號清水函南停車場線（日语：静岡県道141号清水函南停車場線）
- 靜岡縣道142號三谷谷田線（日语：静岡県道142号三ツ谷谷田線）
- 靜岡縣道143號三島田町停車場線（日语：静岡県道143号三島田町停車場線）
- 靜岡縣道145號沼津三島線（日语：静岡県道145号沼津三島線）

收費道路
- 蘆之湖Skyline（日语：芦ノ湖スカイライン）

### 巴士
巴士總站：三島站南口
- 伊豆箱根巴士（日语：伊豆箱根バス）
- 富士急城市巴士（日语：富士急シティバス）
- 沼津登山東海巴士（日语：沼津登山東海バス）
- 西伊豆東海巴士（日语：西伊豆東海バス）
- 富士急山梨巴士（日语：富士急山梨バス）
- 富士急行
- 市內100圓巴士（日语：三島市内100円バス）
  - 100圓巴士「潺潺號」（せせらぎ号）
  - 100圓巴士「中里號」（なかざと号）
  - 自主運行巴士「北上號」（きたうえ号）
  - 自主運行巴士「接觸號」（ふれあい号）

### 機場
市內無機場，主要使用以下兩座機場。
- 羽田機場
- 靜岡機場

## 觀光

### 祭典活動
- 三嶋大社例祭（三島・夏祭）（日语：三島大通り商店街）（8月15日-17日）
  - 若宮神社例祭、菅奉納祭、宵宮祭（8月15日）
  - 手筒花火神事（8月16日）
  - 崇敬會大祭、流鏑馬神事、後鎮祭 （8月17日）

景點古蹟

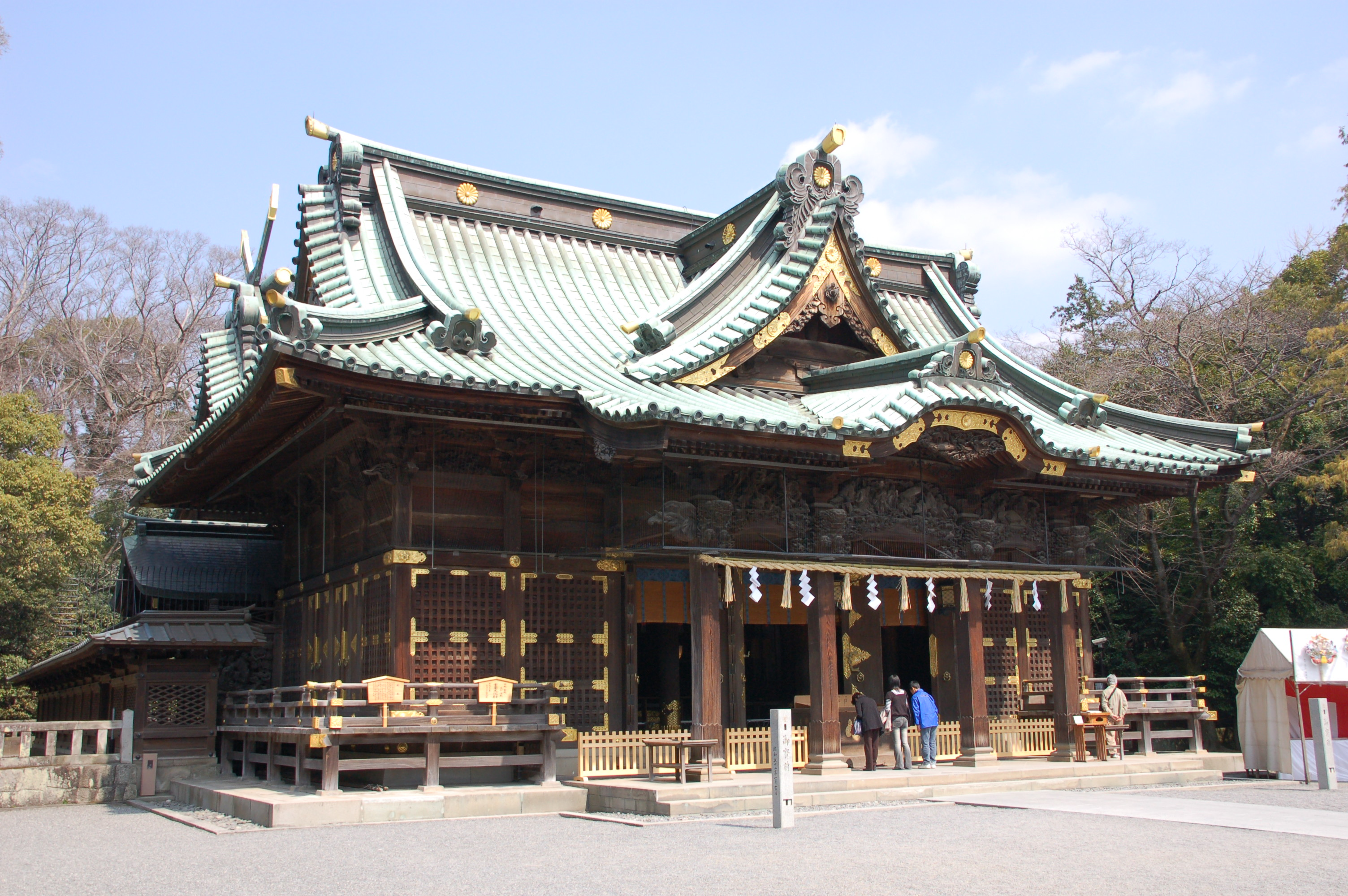
三嶋大社
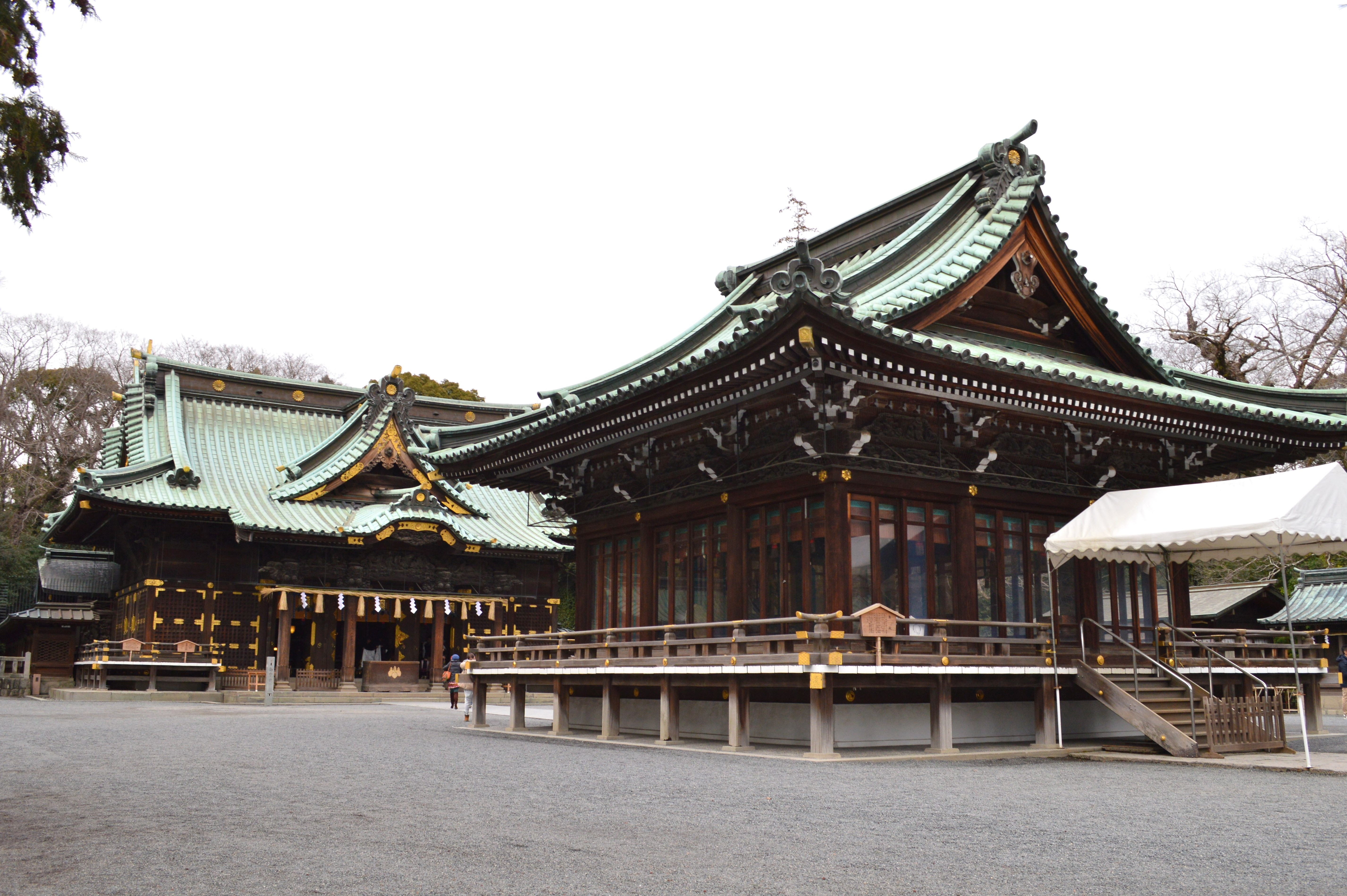
三島大社

- 佐野美術館
- 樂壽園
- 山中城（國家史蹟）
- 千貫樋
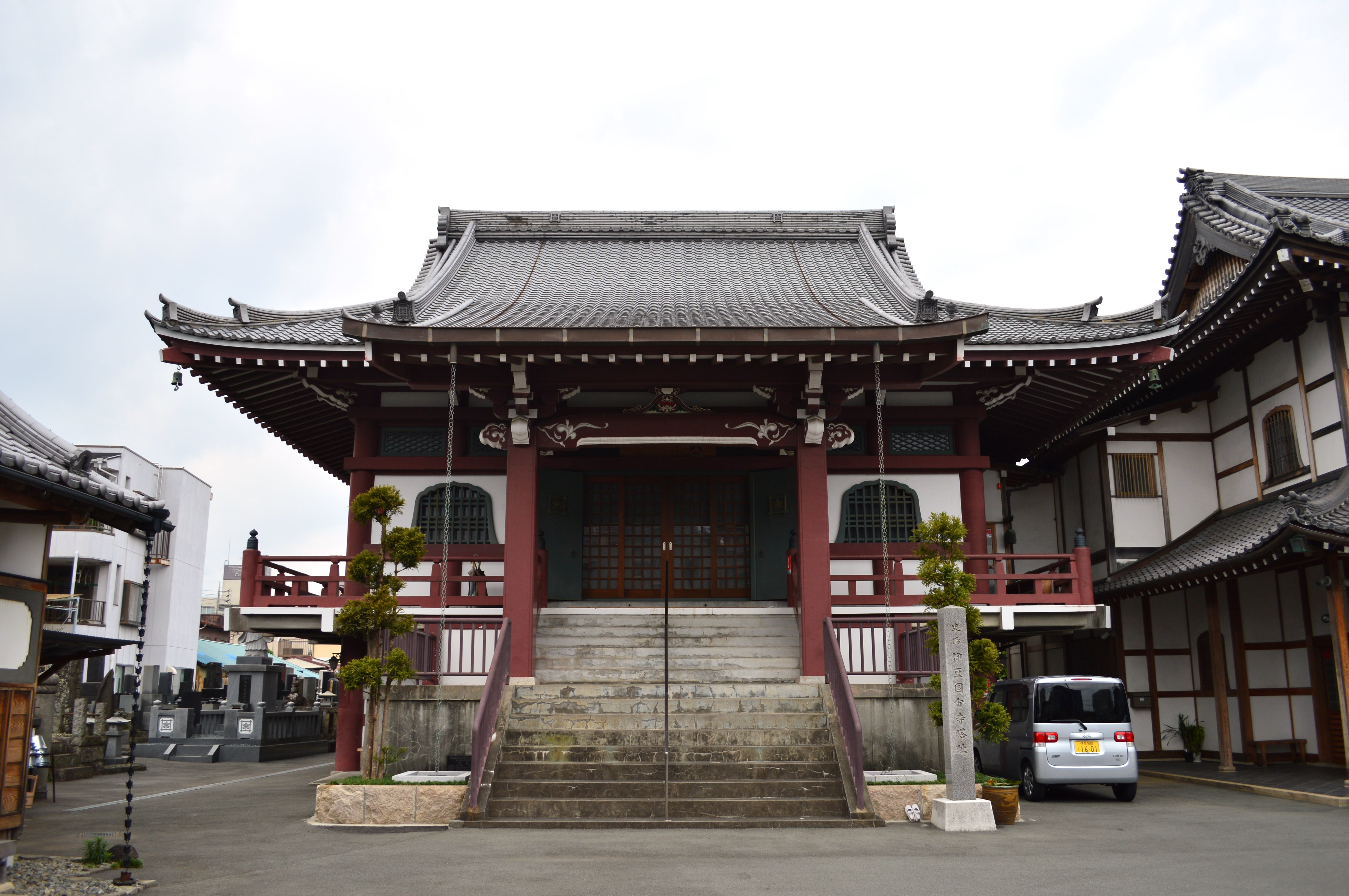
伊豆國分寺
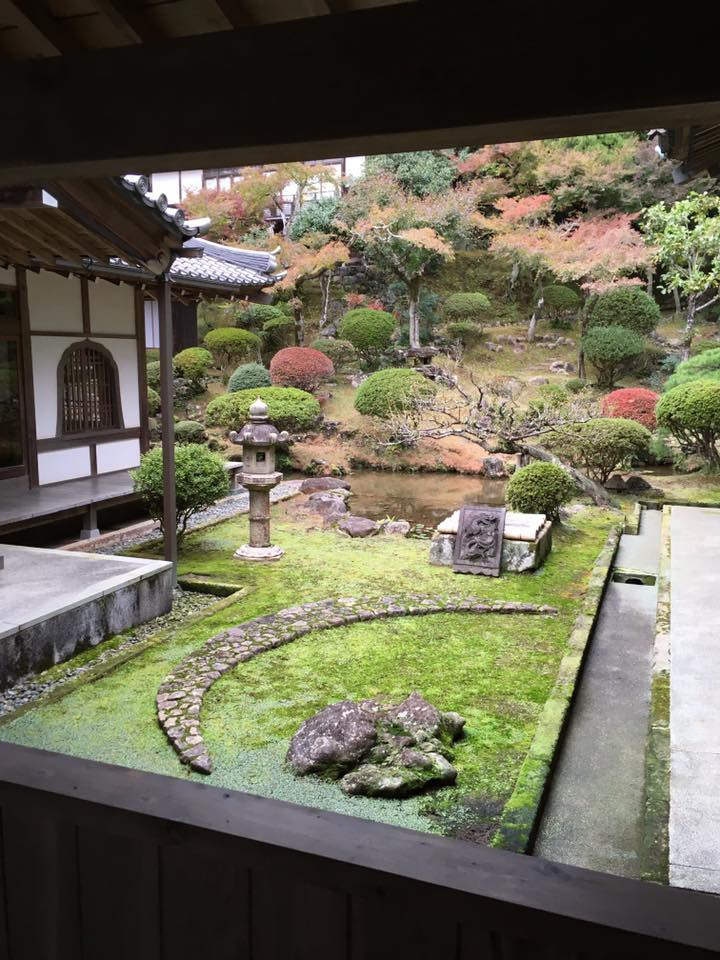
龍澤寺
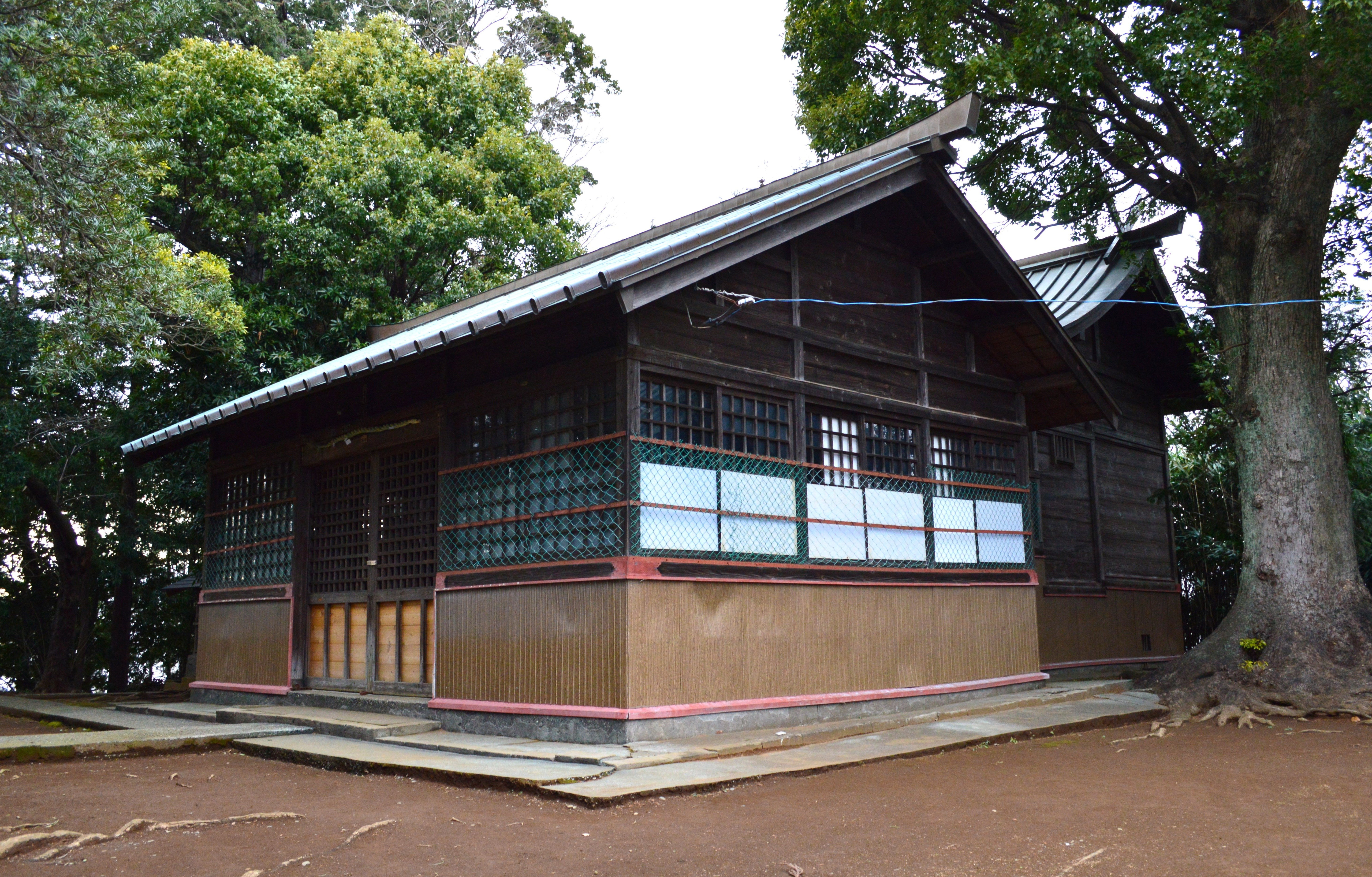
劒刀石床別命神社
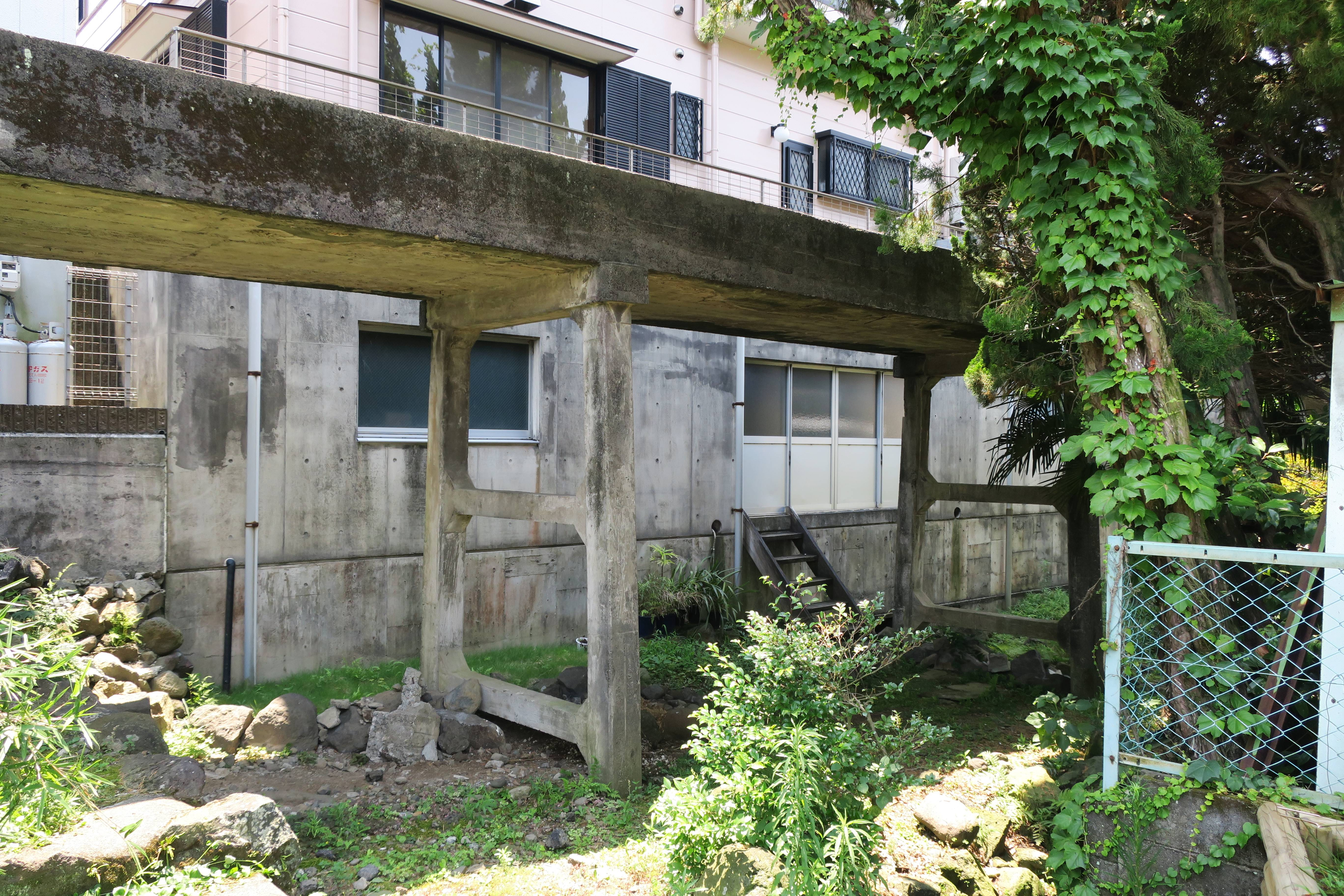
千貫樋
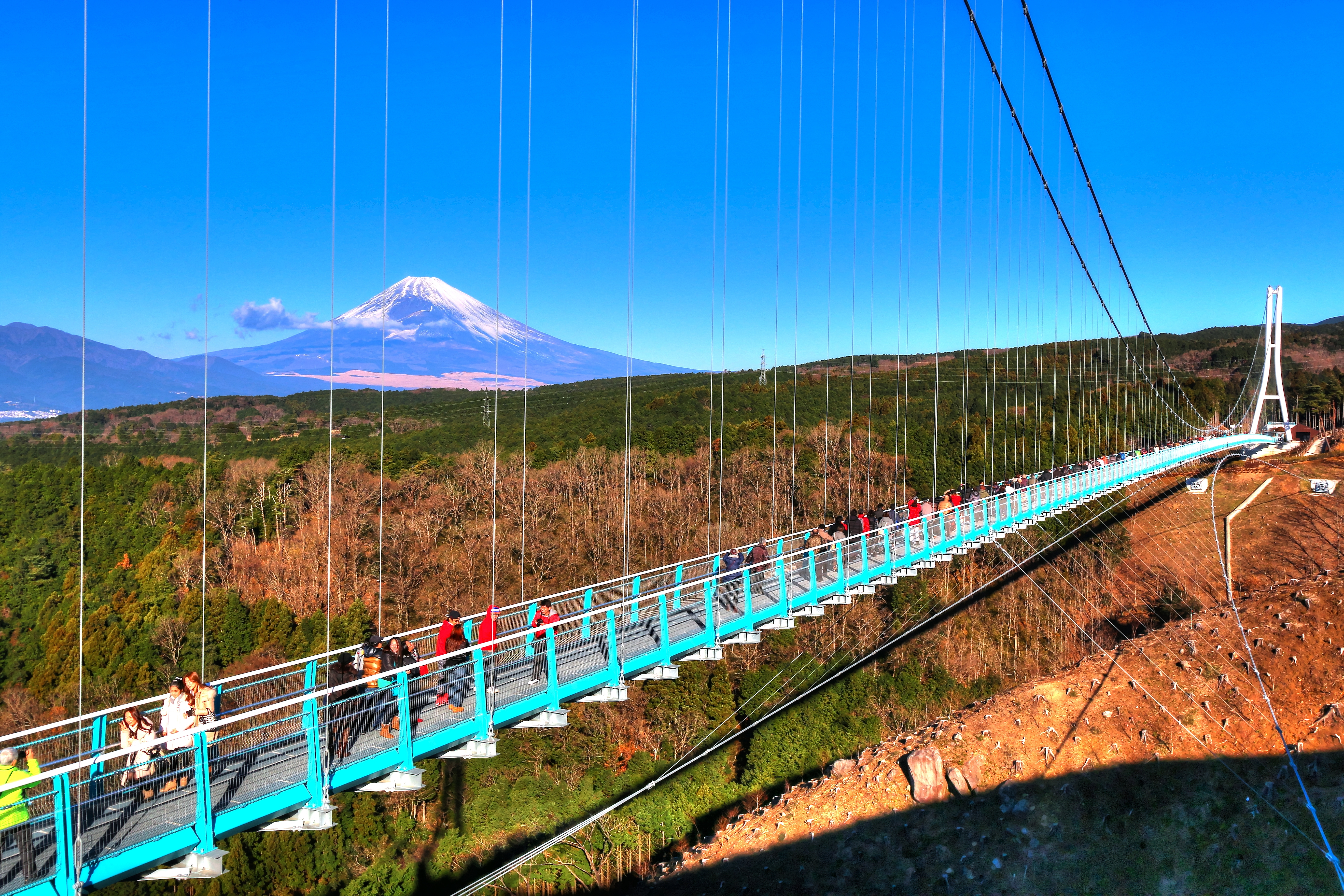
箱根西麓·三島大吊橋
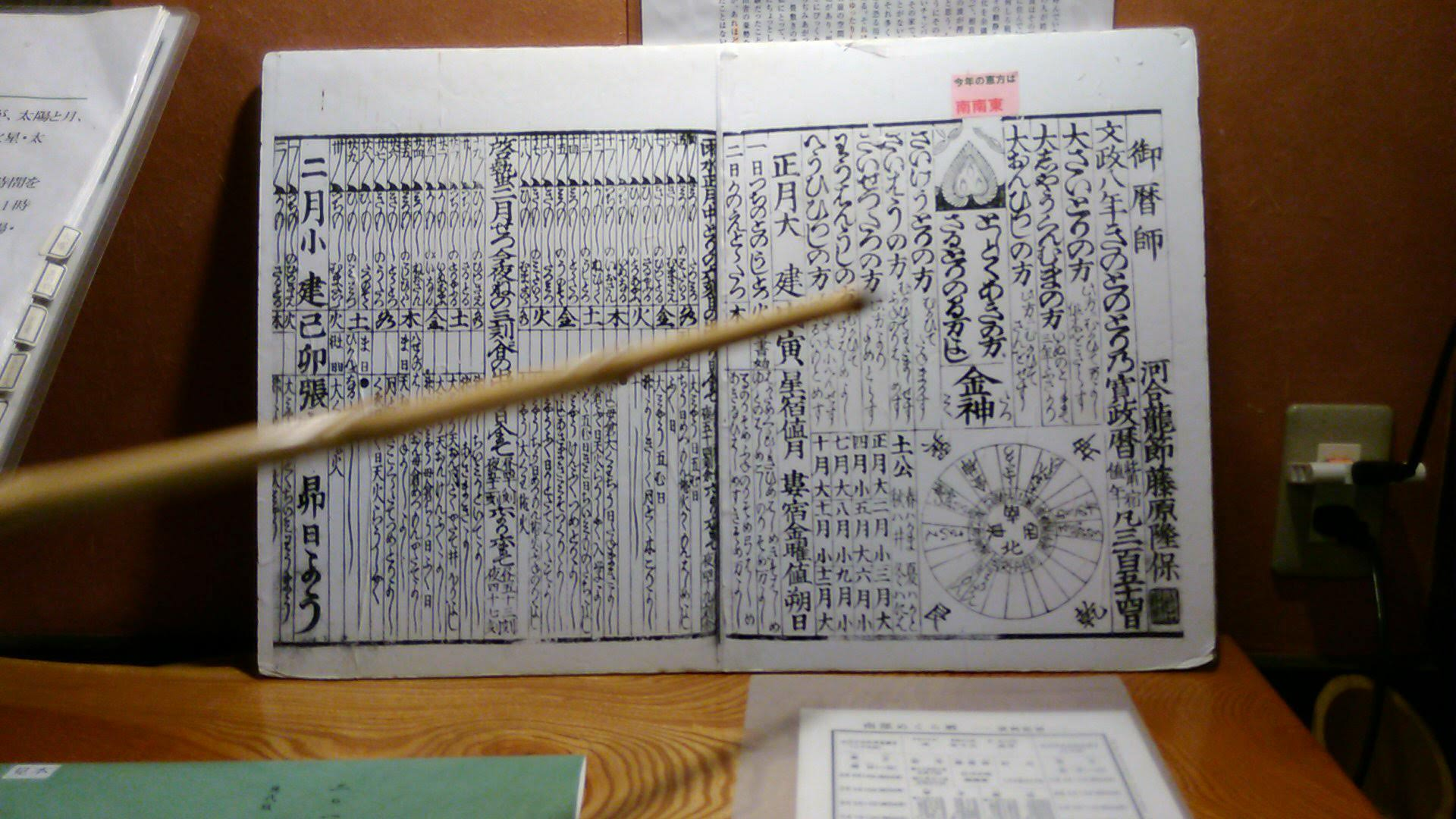
三島曆
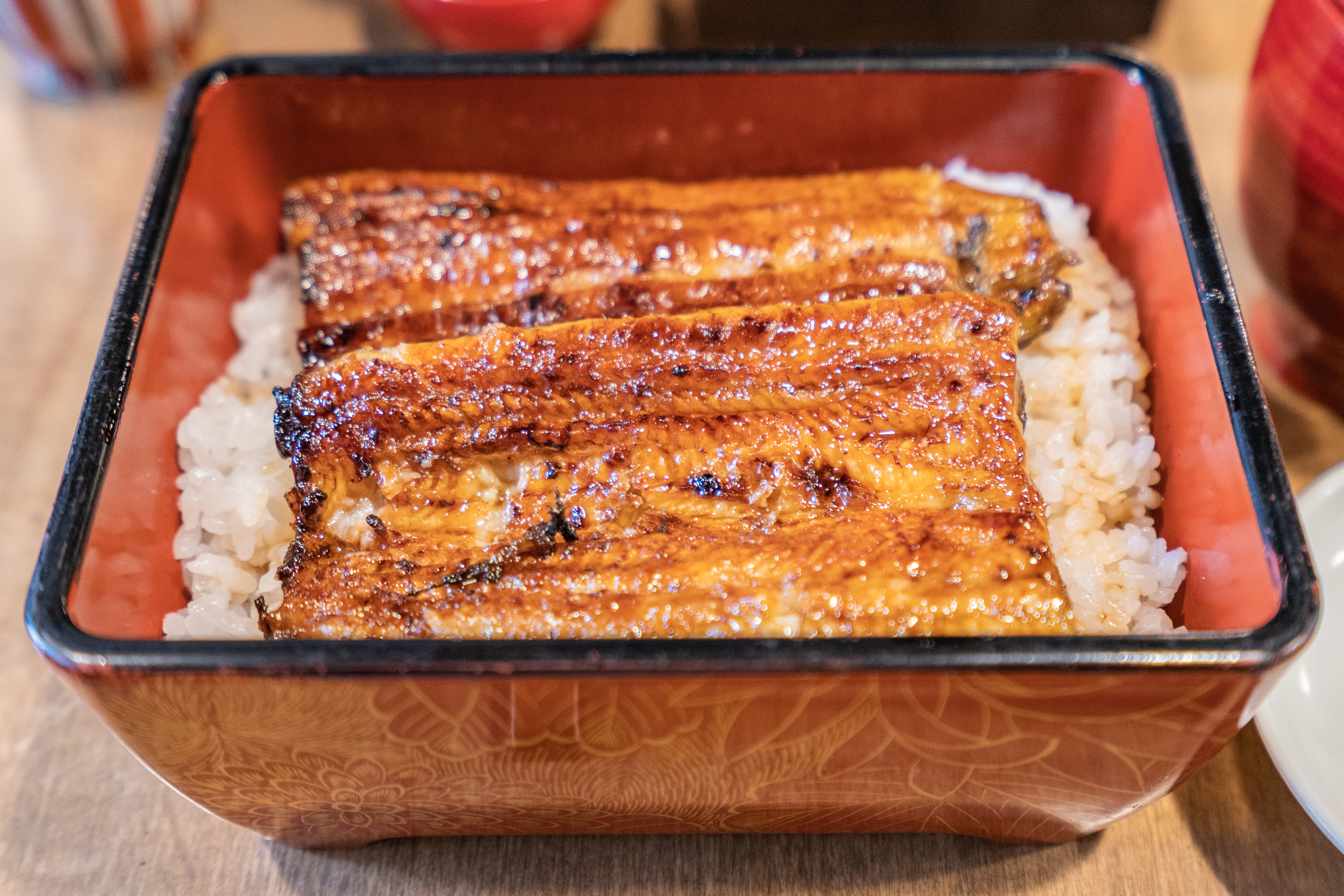
鰻

文化
- 農兵節（民謠）
- 三島曆

購物商場
- 日清廣場

潺潺（せせらぎ）事業設施
- 蓮沼川

- 三島大社
- 三島大社
- 伊豆國分寺
- 龍澤寺
- 劒刀石床別命神社
- 千貫樋
- 箱根西麓·三島大吊橋
- 三島曆
- 鰻

## 名產

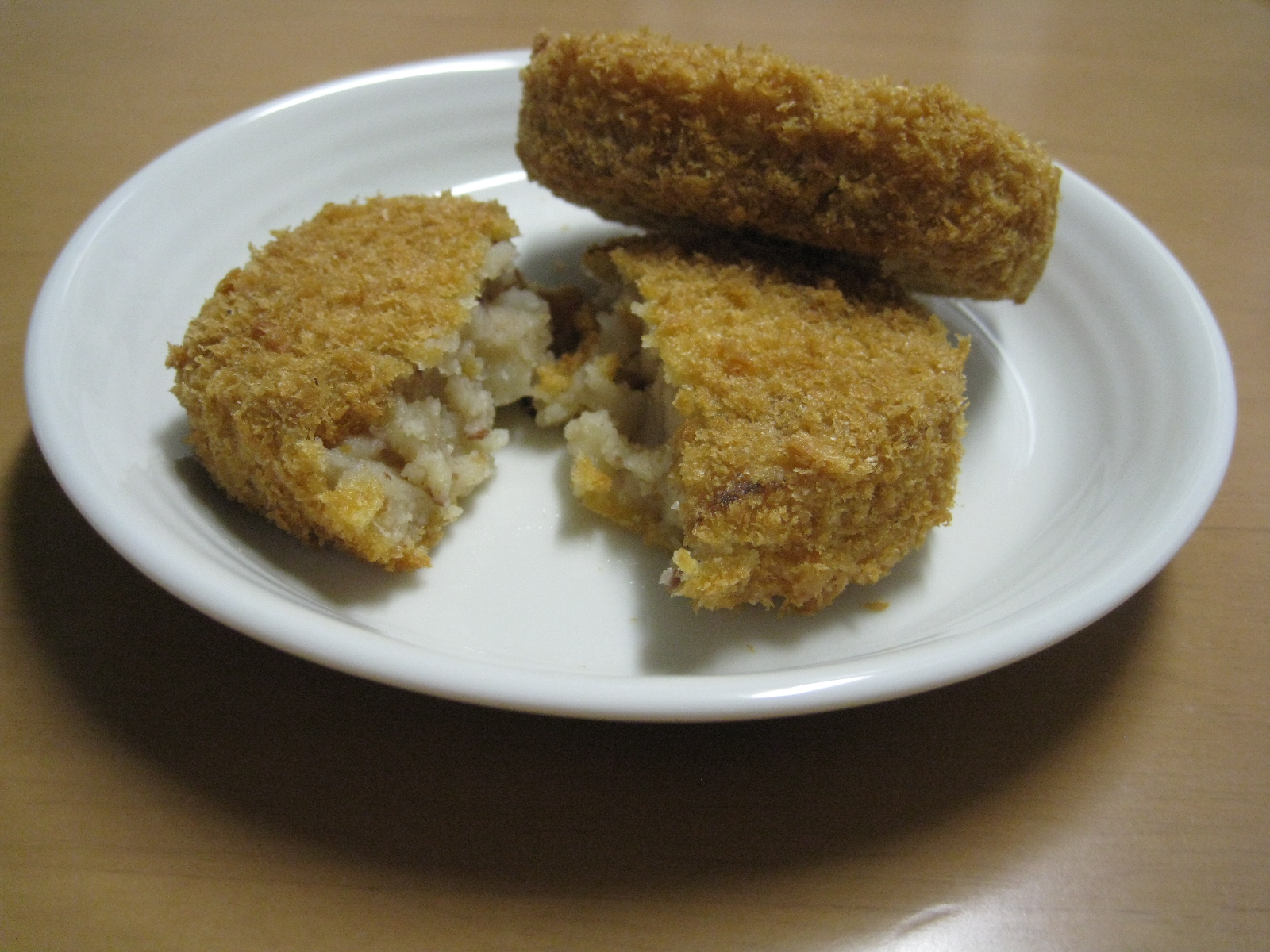
三島可樂餅

- 鰻（うなぎ）－三島雖不是鰻魚產地，但許多餐廳都提供鰻魚料理，有「鰻魚之町」（うなぎのまち）之稱。
- 三島可樂餅－近年使用特產三島馬鈴薯所製作的料理。現在靜岡縣內外約有150間認定店。

## 地方廣播
- FM三島、函南（日语：エフエムみしま・かんなみ）（VOICE CUE）（FM77.7MHz）

## 以三島市為背景的作品
- 《老ハイデルベルヒ》 - 太宰治、1942年
- 《對不起青春！》 - TBS系列（靜岡縣為靜岡放送）於2014年10月撥放的日劇，劇本家為宮藤官九郎。

## 備註
1. ↑  三島市官方網頁
2. ↑  三島市・液状化ハザードマップ［2014年8月31日閲覧］　http://mishimasatoyama.web.fc2.com/img385.jpg （页面存档备份，存于）
3. ↑  三嶋大社（社誌） & 2001年，第35-38頁.

## 外部連結
- 三島市（页面存档备份，存于）（日語）
- 維客旅行上的三島市（页面存档备份，存于）（日語）
- OpenStreetMap上有關三島市的地理